# Алони, Ифтах
Ифтах Алони (ивр. יפתח אלוני‎, род. 15 сентября 1955, Gvulot, Южный округ) — израильский писатель, поэт и архитектор; основатель и главный редактор The Short Story Project, а также основатель и соредактор журнала Afik — Israel Literature.

## Биография

### Ранние годы
Алони родился и вырос в кибуце Гвулот, расположенном на северо-западе пустыни Негев. Его родители, Шимон и Шошана, были в числе основателей кибуца. Его отец прибыл в Израиль в семнадцатилетнем возрасте на поезде Кастнера. Его мать, Шошана, родилась в мошаве Гиват-Хен, недалеко от Раананы; её отец, Исраэль, был членом группы первопоселенцев, которые пытались заселить гору Кинерет, а затем покинули этот район.
В 1960 году будущее кибуца Гвулот оказалось под угрозой из-за ухода большинства его членов. Вместе с немногими другими остались родители Алони; Алони был одним из немногих детей, оставшихся в кибуце. Годы совместного сна в детском доме, постоянные поиски социальных и академических возможностей в близлежащих кибуцах и одиночество оставили на нём свой след.

### Архитектура и строительство
Алони получил степень бакалавра архитектуры и городского планирования в Израильском технологическом институте Технион и степень магистра урбанистики и междисциплинарных исследований в Институте передовой архитектуры Политехнического университета Каталонии (диссертация: «Траектории кочевников»). В конце четвёртого года обучения в Технионе Алони вместе с архитектором Тони Бартером выиграл конкурс на проектирование общественного поселения Мицпе-Авив.
Алони — партнёр архитектурной фирмы «И-Алони — Д.Дрори», автор таких проектов, как: генеральный план развития западного Негева (победитель конкурса); Дерех ХаБесор, включая подвесной мост над ручьём ХаБесор; Центр дневного ухода за престарелыми в Кирьят-Малахи (победитель конкурса); проект поселения общины Цуким в районе Аравы; расширение кибуцев и мошавов; планирование жилых кварталов и коммерческих площадей в Будапеште, а также коммерческих центров в Сербии.

### Телевидение и искусство
За годы работы архитектором Алони также разработал и продюсировал различные культурные проекты, в том числе: «История из кино» (шесть израильских драм, основанных на израильской художественной литературе), в сотрудничестве с Новым фондом кино и телевидения, которая транслировалась на Втором канале, сеть Телад; он был исполнительным продюсером фильма «Каждому свой Эверест», сопровождавшего группу людей с особыми потребностями в базовый лагерь Эвереста. Он также продюсировал различные фильмы о путешествиях, транслируемые на Втором канале, в том числе: «Кайлаш» о путешествии к горе, священной для индуизма и буддизма, который включал личную встречу и расширенное интервью с Далай-ламой в Дхарамсале, интервью, которое глубоко повлияло на последующую жизнь Алони; сериал «Семь вершин», рассказывающий о путешествии альпиниста Дорона Эреля к самым высоким горам на всех континентах; он также был исполнительным продюсером фильма «Монахи в пустыне — духовные воины», показанного на Амстердамском международном фестивале документального кино. Ифтах Алони также был инициатором и участником различных делегаций, среди которых было сопровождение охотников племени инуитов на остров Баффинова Земля Канадского Арктического архипелага, а также поездки в Ливийскую пустыню, регионы Кавказа (где он поднялся на Эльбрус), Индию, Непал и Тибет.
В 2005 году Алони основал многопрофильный городской журнал «Block—City/Media/Theory/Architecture». Алони был соредактором журнала. Журнал распространялся издательством «Кетер» при поддержке Совета по культуре и искусству «Мифал ха-Паис».
Широкая сфера деятельности журнала включала организацию симпозиумов по городской культурной тематике; участие в первой Бат-Ямской биеннале ландшафтного урбанизма (автовокзалы как жилые помещения); курирование выставки «Бессонница» в Художественном музее Петах-Тиквы; участие в выставке «Временные города» в Барселоне.
В 2005 году Алони участвовал в групповой выставке «Совместный сон», курируемой Тали Тамир, в павильоне Елены Рубинштейн Тель-Авивского музея изобразительных искусств. Выставка представила критический взгляд на практику совместного сна в детских домах кибуца. В работе Алони «Лексикон общих слов» были представлены каталожные карточки со словами, представляющими основные понятия жизни в кибуце, проецируемые на экран.

### Личная жизнь
Алони — отец четверых детей.

## Обзор книг Алони
- «Вор снов» (Едиот Ахронот — Сифрей Хемед, 2009)

Коллаж из монологов и разговоров девяти персонажей; Тевет, главный герой, лепит маски из воспоминаний, которые он крадёт у других людей, превращая их в свои собственные.
- «Запчасти» (Афик, 2012)

Матан Кол — сирота. Его родители, бывшие артисты цирка, погибли в результате несчастного случая на канате (подозрение на самоубийство). Его воспитывала Ева, его тётя по материнской линии, невеста из Тель-Авива, а летние каникулы он проводил с бабушкой Лией, всё ещё оплакивающей свою дочь. После того как его первая любовь Сима расстаётся с ним, он переезжает в Нью-Йорк, где начинается его карьера нейрохирурга. Двадцать лет спустя он возвращается в Израиль, поселяется в Сде-Бокере и устраивается на работу в медицинский центр «Сорока». Несмотря на то, что Матан всю жизнь был окружён женщинами, он страдает от тревожности и не может вступить в интимные отношения.
Книга начинается с того, что Матан решил позволить пациенту умереть во время операции на головном мозге, несмотря на то, что в его распоряжении был другой выбор — провести операцию на разделённом мозге. Повествование возвращается в прошлое, когда пациентка Надин приезжает в Израиль, чтобы взять интервью у Матана для профильной статьи.
Книга заняла третье место в списке бестселлеров Стеймацки.
- «Остаться в живых» (Афик, 2021)

Физические и духовные путешествия Алони по миру: душевная встреча в Дхарамсале с Далай-ламой, путешествие по пустыне с писательницей Нурит Зархи, беседа с супершпионом Рафи Эйтаном, поиски бога Анубиса с бедуином и устрашающая встреча с африканским диктатором Омаром Бонго.

## Произведения
Поэзия
- «Let the Thorns Die» (Afik, 2013); под ред. проф. Дана Мирона[англ.]
- «Gravity», подборка стихов и малой прозы (Afik, 2014); под ред. Дрора Бурштейна

Проза
- «Thief of Dreams» (Yediot Ahronoth — Sifrei Hemed, 2009); редактор: Анат Левит
- «Spare Parts» (Afik, 2012); редактор: Лили Перри
- «Garuda’s Gaze» (Afik, 2015); редактор: Нурит Зархи[англ.]
- «Plagues Now» (Afik, 2016); редактор: Нурит Зархи
- «Titanic in the Sands» (Afik, 2018); редактор: Нурит Зархи
- «Lost» (Afik, 2021); редактор: Яхиль Забан[36]